# 柴平駅
柴平駅（しばひらえき）は、秋田県鹿角市花輪字柴内堰ノ口（しばないせきのくち）にある、東日本旅客鉄道（JR東日本）花輪線の駅である。

## 歴史
- 1923年（大正12年）11月10日：秋田鉄道の駅として鹿角郡柴平村に開業[2]。
- 1934年（昭和9年）6月1日：秋田鉄道の国有化により、鉄道省（国有鉄道）に移管[2]。
- 1935年（昭和10年）6月：駅舎を改築し、竣工祝賀会を20日に挙行[4]。
- 1970年（昭和45年）4月1日：貨物の取り扱いを廃止[2]。
- 1971年（昭和46年）10月1日：荷物の扱いを廃止[5]。無人化[3][6]。
- 1987年（昭和62年）4月1日：国鉄分割民営化により、東日本旅客鉄道の駅となる[2]。
- 2024年（令和6年）10月1日：えきねっとQチケのサービスを開始[1][7]。

## 駅構造
単式ホーム1面1線を有する地上駅である。盛岡統括センター（盛岡駅）管理の無人駅である。

## 駅周辺
- 鹿角市役所
- ヤマダ電機テックランド鹿角店
- 鹿角警察署
- 国道282号（錦木バイパス）
- 東北自動車道
- 米代川
- しまむら花輪店
- 柴平郵便局
- 鹿角市立花輪北小学校
- 鹿角自動車学校
- サンデー花輪店
- 東北労働金庫鹿角支店

### バス路線
「柴平駅前」停留所にて、秋北バスが運行する路線バスが発着する。
- 厚生病院前・鹿角花輪駅前・花輪営業所方面。
- 大館市方面（労災病院前・市立病院前・大館駅）
- 毛馬内町・小坂町方面。

## 隣の駅
東日本旅客鉄道（JR東日本）
■花輪線
鹿角花輪駅 - 柴平駅 - 十和田南駅